# Adam Gottlob von Krogh
Adam Gottlob von Krogh (ur. 16 maja 1768, zm. 17 stycznia 1839) – duńsko-norweski oficer i celnik, syn generała Caspara Hermanna von Krogha.  

## Życiorys

### Początek kariery wojskowej
W wieku 12 lat został wysłany przez ojca do morskiej akademii kadetów w Kopenhadze, jednak nie ukończył nauki. W 1786 roku rozpoczął służbę jako chorąży w pułku piechoty, a rok później został przeniesiony do pułku księcia koronnego. W 1790 roku objął stanowisko podkomorzego księcia koronnego.  
Podczas pożaru zamku Christiansborg w 1794 roku pełnił funkcję inspektora. Próbując powstrzymać rozprzestrzenianie się ognia, odniósł poważne obrażenia klatki piersiowej, co zmusiło go do rezygnacji z pełnionej funkcji w 1796 roku. Po odejściu ze służby wojskowej został mianowany szambelanem królewskim oraz rozpoczął pracę w izbie celnej w Øresund.  
W 1801 roku działalność izby celnej została zawieszona z powodu najazdu brytyjskiej floty. Krogh zaciągnął się do obrony kraju, dołączając do ochotniczego korpusu leśników i strzelców. W 1807 roku dowodzony przez niego oddział odegrał kluczową rolę w odpieraniu brytyjskiego ataku. Za swoje zasługi został ponownie wcielony do armii.  
W 1816 roku, po rozwiązaniu korpusu, otrzymał stopień podpułkownika, a dwa lata później został oficjalnie zwolniony ze służby.  

### Życie prywatne
17 lutego 1797 roku poślubił swoją kuzynkę, Magdalenę von Krogh, córkę Frederika Ferdinanda von Krogha, tajnego radcy konfederacji.  

## Upamiętnienie
- Nagrobek w Helsingør.
- Portret w Oslo i Lekkende.

## Wzmianki w literaturze
- Vanskelige og meget delikate Øresundsfag.